# Dong-a Ilbo
Le Dong-a Ilbo (« Le Quotidien d'Asie orientale ») est l'un des trois principaux quotidiens sud-coréens, de sensibilité plutôt conservatrice, fondé pendant l'occupation japonaise de la Corée. En 2010, son tirage s'élève à 2 000 000 exemplaires.